# Brugeois
 (avril 2019).
Si vous disposez d'ouvrages ou d'articles de référence ou si vous connaissez des sites web de qualité traitant du thème abordé ici, merci de compléter l'article en donnant les références utiles à sa vérifiabilité et en les liant à la section « Notes et références ».
Le brugeois, ou « brugs » en brugeois, est la variante du flamand occidental, lui-même dialecte du néerlandais, parlée à Bruges. Le flamand occidental, et notamment le brugeois du fait de l'importance de la ville, ont été les premiers dialectes à contribuer à la normalisation du moyen néerlandais.

## Orthographe et prononciation

### Prononciation
La prononciation du brugeois est différente de celle du néerlandais standard.
| Orthographe | IPA        | Exemple                              | Notes |
| ----------- | ---------- | ------------------------------------ | --- |
| aa          | ɑː         | aap, gaaze, kaake                    | Le « aa » est une voyelle longue articulée avec une grande ouverture de la bouche et avec la langue placée généralement en arrière. Il ressemble au aa de l'AN, mais est plus prononcé sur la fin. Il ressemble au « ea » du mot anglais « heart ». |
| oa          | ɔːɑ̯ ou ɔːə̯ | kloaster, oasem, voadere             | Le « oa » est une diphtongue articulée avec la bouche à demi ouverte, la langue en arrière et avec les lèvres arrondies. La première partie de la diphtongue est longue et ressemble au « o » français dans « alors », puis devient un « a » ou un « e » sourd sur la fin. |
| a           | ɑ          | zak, fakke, zwallen                  | Le « a » est une voyelle courte articulée avec une grande ouverture de la bouche et la langue placée en arrière. is een korte klinker die gearticuleerd wordt met een grote opening van de mondholte, en met de tong licht naar achter getrokken. Elle se prononce comme le mot « bal » en AN. |
| èè          | æː         | bèèr, stèèrt, gèèren                 | Le « èè » est une voyelle longue articulée avec une grande ouverture de la bouche, la langue à l'avant de celle-ci et positionnée vers le bas. Les lèvres sont tirées. Le son se rapproche du « a » de l'anglais « mad ». |
| eej         | eɪ̯         | sneej, speejgel, peejzen             | La diphtongue « eej » est articulée avec une bouche mi-close, la langue placée contre le palais et les lèvres s'ouvrant. La première partie de la diphtongue est similaire au « ee » en AN, comme dans « beek », mais se termine rapidement par un « j ». Ainsi, les Brugeois plus âgés ne diront pas « geeven » mais « geejven », pas « peeper » mais « peejper », et pas « ’k weet nie » mais « ’k weejt nie ». Ce son ressemble au « ai » de l'anglais « wait ». |
| eeë         | eːə̯        | vleeës, geeëte, leeëge               | Le « eeë » est une diphtongue articulée par l'étirement des lèvres, une bouche à demi-ouverte et la langue placée contre le palais puis déplacer vers le bas. La première partie est comme la voyelle longue « ee » en AN comme dans kleed. |
| è           | æ          | mès, èkse, slèkkevèt                 | Le « è » est une voyelle courte qui est articulée avec une grande ouverture de la bouche, la langue à l'avant de la bouche puis déplacée vers le bas, et les lèvres étirées. Elle correspond au « a » de l'anglais « cash ». |
| ie          | i̞          | fiege, kiekstjie, twiefelen          | Le « ie » est une voyelle courte qui est articulée avec une petite ouverture de la bouche et la langue contre le haut du palais. Le son se rapproche du « ie » en AN comme dans le mot « fiets », bien que les lèvres soit moins ouvertes (la langue est donc également moins haute). Les lèves sont également moins étirée. |
| ieë         | iːə̯        | nieëf, bieër, strieëpe               | Le « ieë » est une diphtongue qui est articulée avec une petite ouverture de la bouche et la langue vers le haut. Les lèvres sont étirées. La première partie de la diphtongue se prononce comme le « ie » de l'AN « hier », puis devient un « e » sourd, un peu comme dans la prononciation de « allergieën » en AN. |
| i           | ɛ̝          | vis, dwil, lippe                     | Le « i » est une voyelle courte qui est articulée avec la bouche entrouverte, la langue légèrement vers l'avant, et les lèvres étirées. Il est très similaire au « e » du néerlandais « bek », bien qu'un peu plus fermé (la langue est soulevée un peu plus haut). |
| oo          | oː         | stoove, schoole, goote               | Le « oo » est une voyelle longue qui est articulée avec la bouche mi-close, la langue fortement tirée vers l'arrière et avec les lèvres légèrement arrondies. Ce son est proche du « oo » dans le mot « geloof » tel que prononcé en AN, mais est caractérisée par une diphtongaison authentiquement brugeoise en oʊ̯, ce qui signifie que le « oo » se termine par un son similaire au français « ou » ou au « w ». Ainsi là où en AN, le mot « école » serait « school », la prononciation brugeoise ajouterait à l'oral un son « w » qui donnerait « schoowl ». |
| o           | ɔ          | zop, bolke, zokke                    | Le o est une voyelle courte qui est articulée avec une bouche à demi ouverte, la langue est tirée en arrière, et les lèvres sont arrondies. Elle correspond au « o » dans une le terme « bom » prononcé en AN. |
| uu          | ʏ          | fruut, puut, puustemuule             | Le « uu » est une voyelle courte qui est articulée par une petite ouverture de la bouche et la longue placcée haut contre le palais. Elle ressemble au « u(u) » des termes « duw » et « minuut » prononcés en AN, mais est légèrement moins fermée (la langue étant donc placé un peu moins haut), et les lèvres sont également un peu moins arrondies. |
| u           | œ          | duts, nutjie, mussel                 | Le « u » est une voyelle courte articulée avec une bouche à demi ouverte, la langue légèrement relevée vers le palais, et avec les lèvres arrondies. Elle ressemble au « u » AN, comme dans le mot « bus », mais est un peu plus ouverte. |
| e           | ə          | de, ze, geruchte                     | Le « e » est un « e » sourd, comme dans syllabes atones. Il n'est pas très différent du « e » en AN. |
| oeë         | uːə̯        | broeër, voeët, schoeëre              | Le « oeë » est une diphtongue qui est articulée avec une petite ouverture de la cavité buccale, le plat de la langue haut dans le palais et les lèvres arrondies. La première partie des deux sons est longue et va vers le « e » sourd. Le son se rapproche de l'anglais « sure ». |
| oe          | u̞          | koese, oekd, koente                  | Le « oe » est une voyelle courte qui est articulée avec une petite ouverture de la cavité buccale, et le plat de la langue soulevé haut dans le palais. Elle ressemble fortement au son « oe » du mot « hoek » prononcé en AN, mais est un peu moins fermé (la langue est levée moins haut), et les lèvres sont moins arrondies. |
| eu          | øː         | neuze, beuter, meugelik              | Le « eu » est une voyelle longue qui est articulée avec la bouche mi-close, la langue levé vers le palais, et avec des lèvres arrondies. Elle ressemble au « eu » du mot « deur » prononcé en AN, mais dans le brugeois authentique se termine dans la diphtongue øʏ̯. Ainsi, en brugeois ancien, les mots seront prononcés « deujre », « zeujne », « dreujpel », etc. |
| ow          | ɔu̯         | fowte, sowse, blow                   | Le « ow » est une diphtongue qui est articulé avec une bouche mi-close, la langue vers l'arrière, et avec un léger arrondi des lèvres. Il ressemble au son « ou » de l'AN « trouw » (plus ou moins proche de la prononciation des lettres « ao » en français), mais devient un « w » (la première partie est une voyelle courte) et est plus fermé (la langue est basse). Les Brugeois âgés prononcent le « ow » de la même façon que le « oo ». |
| ei          | ɛː         | dierlandeine, veejtrieneir, siesteim | Le « ei » est une voyelle longue qui est articulée avec la bouche entrouverte, et la langue légèrement vers l'avant. Elle correspond au « ei » du mot « Meir » en anversois. |
| òò          | ɔː         | kofferfòòr, mazòòr, glòòbetjie       | Le « òò » est une voyelle longue articulée avec la bouche à demi ouverte, la langue en arrière, et les lèvres arrondies. Il correspond à la prononciation de la voyelle dans le mot « corps » en français. |
| œu          | œː         | farsœur, ènzinjœur, vajazœur         | Le « œu » est une voyelle longue qui est articulée avec une bouche à demi ouverte, la langue légèrement positionnée vers l'avant et avec un léger arrondi des lèvres. Elle correspond au « œu » du mot français « sœur ». |
| iñ          | ɛ̃ː         | afiñ, kol mariñ, ridiñgotjie         | Le « iñ » est une voyelle longue qui est articulée avec une grande ouverture de la bouche, la langue vers l’avant et le bas de la bouche, et les lèvres étirée. L'air passe à travers le nez et la bouche. Ce son correspond au « in » de « matin ». |
| g           | ɦ          | ganze, grèèten, Brugge               | Le « g » est une consonne qui est articulée par un léger rétrécissement du canal vocal au niveau de la glotte (et non pas au niveau du voile du palais) qui entraîne un arrêt partiel de l'écoulement de l'air de telle sorte qu'un son voisé est produit. En français, il pourrait se rapprocher du son « h » tel qu'il apparait lorsque la succession d'onomatopée « Ah ! Ah ! » est prononcée (bien qu'il soit plus prononcé). |
| ch          | h          | bucht, kachtelgat, prochie           | Le « ch » est une consonne articulée par l'écoulement forcé de l’air à travers le canal vocal, rétréci au niveau de la glotte (et non pas au niveau du voile du palais), de telle sorte qu'un son sourd est produit. |
| sch         |            | scharten, dèschen, mènsch            | Le groupe de consonne « sch » est prononcé de différentes manières à Bruges. Au début du mot – comme dans schaap, schieve ou schrieven –, il peut être prononcé de plusieurs façons. Il peut s'agir du son « s » suivi d'un « h », ou d'un son similaire au « ch » français suivi d'un « h », voire simplement comme le français « ch », ou enfin comme un « s » suivi d'un coup de glotte. En brugeois traditionnel, le coup de glotte est rare, mais il est plus présent parmi les Brugeois plus jeunes et dans les campagnes environnantes de Flandres-Occidentales. L'usage du coup de glotte donne, aux Brugeois, l'impression que l'interlocuteur vient d'un milieu rural. Au milieu du mot – comme dans dèschen, wènschen, ou flasche –, les variations ci-dessus sont possibles à l’exception du « ch » français. À la fin du mot – par exemple mènsch, Brugsch ou Vlamsch, il se prononce « s ». |

### Règle du dédoublement
Lorsqu'il y a une seule consonne entre deux voyelles, la première étant courte, cette consonne est doublée. Ainsi, on écrira « Barakke » (et pas « Barake »), « persèssie » (pas « persèsie »), « dinne » (et pas « dine »), etc. Parfois, cette règle permet de déterminer le sens du mot : par exemple « kateliek » (catholique) se distinguent de « katteliek » (cadavre de chat).
La règle du dédoublement ne concerne pas le « ie » et le « oe », qui sont des voyelles courtes, qui peuvent provoquer des dédoublement en néerlandais (ainsi, il faut écrire « piepoo », et non « pieppoo » ; « foefelen », pas « foeffelen »). De la même façon, le « uu » n’entraîne pas de dédoublement par exemple : « muule » sera correct, mais pas « muulle ».
Pour les mots composés, la règle du dédoublement est appliquée aux mots constitutifs et non pas au mot composé dans son ensemble : par exemple, dans « kofferfòòr » le « f » est doublé au niveau de « koffer- », même si l'accent se trouve, dans le mot composé, sur « -fòòr », et pas sur le « o » dans « kof ». De même, dans « flaschestèkkere » (« personne mince »), le « k » est doublé dans « -stèkkere », et pas sur « flasche- ».

### Phénomènes d'assimilation
Une consonne peut changer de prononciation (voire être muette) du fait de l'influence de la consonne qui la suit ou la précède. Ce phénomène porte le nom d'assimilation. Parce que l'assimilation est en grande partie à prédire, il n'y a pas de règles et donc pas de changement orthographique.

#### Influence du «b» et du «d» sur la consonne précédente
Une consonne qui est suivi par un « b » ou « d » voisée. Conformément aux règles orthographiques, le changement de son ne se retrouve pas à l'écrit. Ainsi, on écrira « ofbustelen » (pas « ovbustelen »), « j'is buuten » (pas « j'iz buuten »), « ip taafel » (pas « ib de taafel »), etc.
Contrairement à l'AN, un « t » devant un « d » n'est jamais voisé. Au contraire, le « d » devient muet. À nouveau, cela n'apparait pas à l'écrit : « uutdoeën » (pas « uuttoeën »), « ute de kasse » (pas « ute te kasse »), etc.

#### Influence d'une consonne sourde sur le «v», «z» ou «g» suivant
Une consonne sourde précédant un « v », « z » ou « g » les transformera respectivement en « f », « s » et « ch ». Il s'agit d'une assimilation progressive, c'est-à-dire que la première consonne conserve sa caractéristique et affecte la consomme suivante, comme les « t » et « d » ci-dessus. Le changement de prononciation n'affecte pas l'orthographe du mot. Ainsi, on écrit « ’t is vul » (pas « ’t is ful »), « ’k zien do », « ipgeejven » (pas « ipcheejven »), etc.

#### Influence d'une voyelle sur le «f», «s» ou «ch» précédent
Les voyelles ou certaines consonnes (l, m, n, r, j of w) influence le « f », « s » ou « ch » précédent, les transformant respectivement en « v », « z »  ou « g ». Le changement de prononciation n'affecte pas l'orthographe du mot. Ainsi, on écrira « liefreuke » (pas « lievreuke »), « z'is wèg » (pas « z'iz wèg »), « toch nie » (pas « tog nie »), etc.

#### Influence sur le «t» final de la conjugaison
La conjugaison des verbes porte, à la deuxième et à la troisième personne, un « -t ». Si le mot suivant débute par une consonne, ce « -t » peut tomber. Cela vaut également pour les mots « wat », « dat », « mèt » et « niet ».
- ’t Go(t) goan eej!
- Zèg(t) da(t) nie(t)!
- Je zieë(t) veejle.
- Ja wa(t) zèg je!
- Je lig(t) mè(t) z'n pèkkels omooge.

Cela peut également être le cas pour le « -d », comme ci-dessous :
- Z'aa(d) gin antrèk.

Cependant, leur disparition n'empêchent pas qu'il puisse influencer la consonne suivante qui peut être voisée, par exemple : « Zèg ta nie » ; « Je zieë feejle » ; « Ja wa sèg je » ; « Z'aa chin antrèk », etc. Cette assimilation n'apparait pas dans l'orthographe (cf. l'influence du « b » et du « d » et sur « v », « z » ou « g »).

### Interactions entre les consonnes et les voyelles
Si une consonne et une voyelle se touchent, elles peuvent modifier l'autre voire disparaitre. Cela peut avoir des conséquences pour l'orthographe.

#### Influence de la consonne précédente sur le «e» final
Un « -e » final sourd peut être omis si le mot qui le suit commence par une voyelle. Pour les mots courts (« de », « je », « ze », etc.), il est remplacé par une apostrophe comme : « z'is t'oekd ». Dans les autres mots, le « e » est maintenu afin qu'il ne soit pas confondu avec d'autres mots. On écrira donc « d'èspe angt an de bolke » et pas « d'èsp' angt an de bolke », « tuschen de garre èn de deure » et pas « tuschen de gar' èn de deure », « vorte eejers » et pas « vort' eejers », etc.

#### Influence sur le «-t» de conjugaison
Lorsque le « -t » final de la conjugaison suit une voyelle (se prononçant alors « -d ») ou s'il suit la dernière lettre du radical après le verbe « -en », il devient une consonne voisée (dans le cas de « kennen », « geejven », etc., mais pas « lachen », « wèrken », etc.). Le mot conserve l'orthographe avec le « -t » et par conséquent, il convient d'écrire « ’t stot ieër » (pas ’t stod ieër), « ze kènt èm » (pas « ze kend èm »), etc.

#### Influence du «n», «m» ou «ng» sur la voyelle précédente
Une consonne nasale (« n », « m » ou « ng ») nasalise la voyelle précédente. Ainsi, il y a une différence de prononciation entre le « eeë » dans « zeeëpe » et « zeeëmel », le « ie » dans « brieke », etc. Cependant, l'orthographe du mot ne change pas.
Si le « n » est précédé par un « s », « g » ou « z » et que la voyelle précédant celle-ci est longue, alors le « n » devient muet. On retrouve cela par exemple dans les mots « sanse », « pènse », « kiens », « klinst », « schonst », « bruunst », « slunstjie », « froense », « oeënsdag », « angekommen » ou encore « invetten ». Ce changement de son n'entraîne pas de modification orthographique.

## Grammaire

### Pronoms

#### Pronoms personnels
|                                          | 1re pers.         | 2e pers.            | 3e pers. m.   | 3e pers. f.         | 3e pers. n. | 1re pers.                   | 2e pers.                    | 3e pers.                    |
| ---------------------------------------- | ----------------- | ------------------- | ------------- | ------------------- | ----------- | --------------------------- | --------------------------- | --------------------------- |
| sujet                                    | 'k / ik / 'k...ik | je / gie / je...gie | je / je...tie | ze / zie / ze...zie | 't          | me / miender / me...miender | je / giender / je...giender | ze / ziender / ze...ziender |
| Traduction des pronoms personnels sujets | je                | tu                  | il            | elle                | il/elle     | nous                        | vous                        | ils                         |
| objet                                    | me / mien         | je / joen           | èm            | ur / eur            | 't          | ons / oens                  | joender / junder            | under                       |
| Traduction des pronoms personnels objets | me/m'             | te/t'               | se/s'         | se/s'               | se/s'       | nous                        | vous                        | se/s'                       |

#### Pronoms possessifs

##### Pronom possessif avec un nom
| Personne          | Pronom                     | Traduction |
| ----------------- | -------------------------- | ---------- |
| 1re pers. sing.   | mien / m'n / me            | mon, ma    |
| 2e pers. sing.    | joen / j'n / je            | ton, ta    |
| 3e pers. sing. m. | zien / z'n / ze            | son, sa    |
| 3e pers. sing. f. | ur / eur(en)               | son, sa    |
| 3e pers. sing. n. | zien / z'n / ze            | son, sa    |
| 1re pers. pl.     | ons / onze / miender...ons | notre      |
| 2e pers. pl.      | joender / junder           | votre      |
| 3e pers. pl.      | under / ziender...under    | leur       |

##### Pronoms possessifs utilisés indépendamment
| Exemple                        | 1re pers. sing.            | 2e pers. sing.             | 3e pers. sing. m. | 3e pers. sing. f.     | 3e pers. sing. n.              | 1re pers. pl.     | 2e pers. pl.          | 3e pers. pl.      |
| ------------------------------ | -------------------------- | -------------------------- | ----------------- | --------------------- | ------------------------------ | ----------------- | --------------------- | ----------------- |
| Die vint, j'is/'t is de(n)...  | mienen / mien'n            | joenen / joen'n            | zienen / zien'n   | euren / eur'n / urzen | zienen / zien'n                | onzen / onz'n     | joenderen / joender'n | underen / under'n |
| Die vrowe, z'is de/d'...       | miene                      | joene                      | ziene             | eure                  | ziene                          | onze              | joendere              | undere            |
| Da meistjie, 't is 't...       | miene                      | joene                      | ziene             | eure                  | ziene                          | onze              | joendere              | undere            |
| Die kienders, 't zien de/d'... | miene                      | joene                      | ziene             | eure                  | ziene                          | onze              | joendere              | undere            |
| Traduction                     | le(s)/la mien(s)/mienne(s) | le(s)/la tien(s)/tienne(s) | le(s) sien(s)     | la(-es) sienne(s)     | cf. 3e personne sing. m. ou f. | le(s)/la nôtre(s) | le(s)/la vôtre(s)     | le(s)/la leur(s)  |

#### Pronoms démonstratifs

##### Pronoms démonstratifs suivis par un nom
| pronom. m.                                  | pronom. f.  | pronom n.                    | pluriel        |
| ------------------------------------------- | ----------- | ---------------------------- | -------------- |
| die / dieënen / dieën'n / deejz(e/n) (vint) | die (vrowe) | da (meistjie) / da(d)...ieër | die (kienders) |

##### Pronoms démonstratifs utilisés indépendamment
| pronom. m.                          | pronom. f.      | pronom n.                   | pluriel         |
| ----------------------------------- | --------------- | --------------------------- | --------------- |
| (den)dieënen / (den)dieën'n / deejn | dedieë / dedeej | da / dad(de) / da(d)...ieër | dedieë / dedeej |

#### Pronoms indéfinis
| quelqu'un     | personne   | quelque chose           | rien       |
| ------------- | ---------- | ----------------------- | ---------- |
| e(n)twieën(e) | nieëman(d) | e(n)twa(d) / e(n)twadde | nieëten(t) |

#### Pronoms interrogatifs
| qui      | où | quand       | quoi       | pourquoi  | comment |
| -------- | -- | ----------- | ---------- | --------- | ------- |
| wieën(e) | wo | wanneeër(e) | wa / wadde | vowa(dde) | oe(ë)   |

#### Pronoms réfléchis
Le « zich » (en français « se ») n'est pas utilisé à Bruges. À la place, les Brugeois utilisent : me/mien, je/joen, èm, eur, èm, ons, joender et under.
Ainsi, un Brugeois dira « Je wast èm » à la place de « Hij wast zich » (en français : « il se lave »).

### Déterminants
|          | sing. m.             | sing. f.                 | sing. n.                       | pl.           |
| -------- | -------------------- | ------------------------ | ------------------------------ | ------------- |
| indéfini | e vint / een/'n ezel | e vrowe / een/'n iefrowe | e meistjie / een/'n iefrowtjie | -- (kienders) |
| défini   | de vint / den ezel   | de vrowe / d'iefrowe     | et/'t meistjie                 | de kienders   |

### Adverbes indéfinis
| Français             | quelque part           | nulle part                     |
| -------------------- | ---------------------- | ------------------------------ |
| Néerlandais standard | ergens                 | nergens                        |
| Brugeois             | e(n)twoar / e(n)two(r) | nieëvers(t) / nieëverangst(en) |

### Adjectifs
Le terme « roar » utilisé ici veut dire « bizarre », « étrange » (en néerlandais standard « eigenaardig », « ongewoon »).

#### Adjectifs qualificatifs
| sing. m.       | sing. f.        | sing. n.         | pl.                |
| -------------- | --------------- | ---------------- | ------------------ |
| die roare vint | die roare vrowe | da roar meistjie | die roare kienders |

#### Usages courants
|               | sing. m.   | sing. f.  | sing. n. | pl.       |
| ------------- | ---------- | --------- | -------- | --------- |
| démonstratifs | die roar'n | die roare | --       | die roare |
| indéterminé   | e roar'n   | e roare   | --       | roare     |

### Verbes

#### Verbes forts

##### Présent
|           | classe 1                    | classe 2a                   | classe 2b               | classe 3a                   | classe 3b                          | classe 4                   | classe 5                  | classe 6              | classe 7                  |
|           | bluuv(e)n (blijven, rester) | kieëz(e)n (kiezen, choisir) | zuug(e)n(zuigen, sucer) | zieng(e)n (zingen, chanter) | alp(e)n ou èlp(e)n (helpen, aider) | neejm(e)n (nemen, prendre) | geejv(e)n (geven, donner) | sloan (slaan, battre) | loat(e)n (laten, laisser) |
| --------- | --------------------------- | --------------------------- | ----------------------- | --------------------------- | ---------------------------------- | -------------------------- | ------------------------- | --------------------- | ------------------------- |
| ik        | bluuv(e)n                   | kieëz(e)n                   | zuug(e)n                | zieng(e)n                   | alp(e)n                            | neejm(e)n                  | geejv(e)n                 | sloan                 | loat(e)n                  |
| gie       | bluuf(t)                    | kieës(t)                    | zuug(t)                 | zieng(t)                    | alp(t)                             | nim(t), neejm(t)           | gif(t)                    | sloa(t)               | l(o)at                    |
| je/zie/'t | bluuf(t)                    | kieës(t)                    | zuug(t)                 | zieng(t)                    | alp(t)                             | nim(t), neejm(t)           | gif(t)                    | sloa(t)               | l(o)at                    |
| miender   | bluuv(e)n                   | kieëz(e)n                   | zuug(e)n                | zieng(e)n                   | alp(e)n                            | neejm(e)n                  | geejv(e)n                 | sloan                 | loat(e)n                  |
| giender   | bluuf(t)                    | kieës(t)                    | zuug(t)                 | zieng(t)                    | alp(t)                             | neejm(t)                   | gif(t)                    | sloa(t)               | l(o)at                    |
| ziender   | bluuv(e)n                   | kieëz(e)n                   | zuug(e)n                | zieng(e)n                   | alp(e)n                            | neejm(e)n                  | geejv(e)n                 | sloan                 | loat(e)n                  |

##### Passé
|                 | classe 1                    | classe 2a                   | classe 2b               | classe 3a                   | classe 3b                          | classe 4                   | classe 5                  | classe 6              | classe 7                  |
|                 | bluuv(e)n (blijven, rester) | kieëz(e)n (kiezen, choisir) | zuug(e)n(zuigen, sucer) | zieng(e)n (zingen, chanter) | alp(e)n ou èlp(e)n (helpen, aider) | neejm(e)n (nemen, prendre) | geejv(e)n (geven, donner) | sloan (slaan, battre) | loat(e)n (laten, laisser) |
| --------------- | --------------------------- | --------------------------- | ----------------------- | --------------------------- | ---------------------------------- | -------------------------- | ------------------------- | --------------------- | ------------------------- |
| ik              | bleeëv(e)n                  | koaz(e)n                    | zoag(e)n                | zoeng(e)n                   | ieëlp(e)n                          | naam(e)n                   | gaav(e)n                  | sloeg(e)n             | lieët(e)n                 |
| gie             | bleeëf                      | koas                        | zoag                    | zoeng / zoenk               | ieëlp                              | naam(p)                    | ga(a)f                    | sloeg                 | lieët                     |
| je/zie/'t       | bleeëf                      | koas                        | zoag                    | zoeng / zoenk               | ieëlp                              | naam(p)                    | ga(a)f                    | sloeg                 | lieët                     |
| miender         | bleeëv(e)n                  | koaz(e)n                    | zoag(e)n                | zoeng(e)n                   | ieëlp(e)n                          | naam(e)n                   | gaav(e)n                  | sloeg(e)n             | lieët(e)n                 |
| giender         | bleeëf(t)                   | koas(t)                     | zoag(t)                 | zoeng(t) / zoenk(t)         | ieëlp(t)                           | naam(p)(t)                 | ga(a)f(t)                 | sloeg(t)              | lieët                     |
| ziender         | bleeëv(e)n                  | koaz(e)n                    | zoag(e)n                | zoeng(e)n                   | ieëlp(e)n                          | naam(e)n                   | gaav(e)n                  | sloeg(e)n             | lieët(e)n                 |
| participe passé | gebleejv(e)n                | gekooz(e)n                  | gezoog(e)n              | gezoeng(e)n                 | golp(e)n                           | genoom(e)n                 | gegeejv(e)n               | gesleejg(e)n          | geloat(e)n                |

##### À propos des sept classes
En linguistique, il est habituel de habitude de partager les verbes forts en sept classes d'alternance vocalique (notamment en gotique, vieux norrois, vieil anglais, etc.). Cette classification est basée sur les inflexions originales des verbes forts dans les langues germaniques.
| Classe    | Sous-classe    | Verbes |
| --------- | -------------- | --- |
| Classe 1  | ie-ee-ee-ee    | biet(e)n (bijten, mordre), griep(e)n (grijpen, saisir), kiek(e)n (kijken, regarder), rieën (rijden, conduire), schien(e)n (schijnen, éclater), smiet(e)n (smijten, jeter), snieën (snijden, couper), stieg(e)n (stijgen, augmenter), zwieg(e)n (zwijgen, garder le silence)       |
| Classe 1  | uu-ee-ee-ee    | bluuv(e)n (blijven, rester) |
| Classe 2a | ie-oo-oo-oo    | bieën (bieden, offrir), gieët(e)n (gieten, mouler), kieëz(e)n (kiezen, choisir), rieëk(e)n (ruiken, sentir), schieët(e)n (schieten, tirer), vlieëg(e)n (vliegen, fuir), vrieëz(e)n (vriezen, gerler)                                                                              |
| Classe 2a | ee-oo-oo-oo    | weejg(e)n (wegen, peser) |
| Classe 2b | uu-oo-oo-oo    | buug(e)n (buigen, plier), fluut(e)n (fluiten, siffler), kruup(e)n (kruipen, ramper), sluup(e)n (sluipen, avancer à pas feutrer), snuut(e)n (snuiten, se moucher), snuuv(e)n (snuiven, renifler), stuup(e)n (buigen, plier), stuuv(e)n (stuiven, barder), zuug(e)n (zuigen, sucer) |
| Classe 3a | ie-oe-oe-oe    | drienk(e)n (drinken, boire), klienk(e)n (klinken, résonner), schienk(e)n (schenken, faire don de quelque chose), sprieng(e)n (springen, sauter), zienk(e)n (zinken, couler), zieng(e)n (zingen, chanter)                                                                          |
| Classe 3a | i-oe-oe-oe     | biend(e)n (binden, attacher), viend(e)n (vinden, trouver) |
| Classe 3a | e-o-o-o        | krèmp(e)n (krimpen, rétrécir), tèèrt(e)n (treden, piétiner), trèkk(e)n (trekken, tirer) |
| Classe 3a | i-o-o-o        | vicht(e)n (vechten, lutter) |
| Classe 3a | u-o-o-u        | begunn(en) (beginnen, commencer) |
| Classe 3b | e-ie-ie-o      | èlp(e)n (helpen, aider), wèrp(e)n (werpen, jeter) |
| Classe 4  | ee-a(a)-aa-oo  | breejk(e)n (breken, casser), neejm(e)n (nemen, prendre), spreejk(e)n (spreken, parler), steejk(e)n (steken, blesser), steejl(e)n (stelen, voler) |
| Classe 4  | o-a(a)-aa-o    | komm(e)n (komen, venir) |
| Classe 5a | ee-a(a)-aa-ee  | eejt(e)n (eten, manger), geejv(e)n (geven, donner), leejz(e)n (lezen, lire), geneejz(e)n (genezen, guérir), meejt(e)n (meten, mesurer), vergeejt(e)n (vergeten, oublier) |
| Classe 5a | i-a(a)-aa-ee   | ligg(e)n (liggen, être allongé), zitt(e)n (zitten, s'asseoir) |
| Classe 5b | ie-a(a)-aa-ie  | zieën (zien, voir) |
| Classe 6  | oa-oe-oe-oa    | stoan (staan, se tenir debout) |
| Classe 6  | oa/aa-oe-oe-ee | sloan (slaan, battre), draag(e)n (dragen) |
| Classe 6  | èè-oe-oe-oo    | zwèèr(e)n (zweren, jurer) |
| Classe 7  | oa/aa-ie-ie-oa | bloaz(e)n (blazen, souffler), goan (gaan, aller), loat(e)n (laten, laisser), slaap(e)n (slapen, dormir) |
| Classe 7  | oo-ie-ie-oo    | loop(e)n (lopen, courir) |
| Classe 7  | oe-ie-ie-oe/oo | oekd(e)n (houden, aimer), roep(e)n (roepen, appeler) |
| Classe 7  | a-ie-ie-a      | ang(e)n (hangen, prendre), vang(e)n (vangen, capturer) |
| 1.        |                | |

Ainsi, « geejv(e)n » (« geven » en AN, classe 5a) devient geejven - ga(a)f - gaaven - gegeejven, c'est-à-dire la sous-classe ee-a(a)-aa-ee.

##### Exceptions
Certains verbes fort peuvent devenir faible à Bruges, à l'exception de leur passé.
|                 | kieëz(e)n (kiezen, choisir) | zuug(e)n (zuigen, sucer) | alp(e)n (helpen, aider) |
| --------------- | --------------------------- | ------------------------ | ----------------------- |
| ik              | kieësd(e)n                  | zuugd(e)n                | alpt(e)n                |
| gie             | kieësde                     | zuugde                   | alpte                   |
| je/zie/'t       | kieësde                     | zuugde                   | alpte                   |
| miender         | kieësd(e)n                  | zuugd(e)n                | alpt(e)n                |
| giender         | kieësde                     | zuugde                   | alpte                   |
| ziender         | kieësd(e)n                  | zuugd(e)n                | alpt(e)n                |
| participe passé | gekooz(e)n                  | gezoog(e)n               | golp(e)n                |

#### Verbes faibles

##### Présent
|           | droaien (draaien, tourner) | kats(e)n (kaatsen, reboudir) | maak(e)n (maken, faire) | durv(e)n (durven, oser) |
| --------- | -------------------------- | ---------------------------- | ----------------------- | ----------------------- |
| ik        | droai(e)n                  | kats(e)n                     | maak(e)n                | durv(e)n                |
| gie       | droai(t)                   | katst                        | mak(t)                  | durf(t)                 |
| je/zie/'t | droai(t)                   | katst                        | mak(t)                  | durf(t)                 |
| miender   | droai(e)n                  | kats(e)n                     | maak(e)n                | durv(e)n                |
| giender   | droai(t)                   | katst                        | mak(t)                  | durf(t)                 |
| ziender   | droai(e)n                  | kats(e)n                     | maak(e)n                | durv(e)n                |

##### Passé
|                 | droai(e)n (draaien, tourner) | kats(e)n (kaatsen, reboudir) | maak(e)n (maken, faire) | durv(e)n (durven, oser) |
| --------------- | ---------------------------- | ---------------------------- | ----------------------- | ----------------------- |
| ik              | droaid(e)n                   | katst(e)n                    | ma(a)kt(e)n             | durfd(e)n               |
| gie             | droaide                      | katste                       | makte                   | durfde                  |
| je/zie/'t       | droaide                      | katste                       | makte                   | durfde                  |
| miender         | droaid(e)n                   | katst(e)n                    | ma(a)kt(e)n             | durfd(e)n               |
| giender         | droaide                      | katste                       | makte                   | durfde                  |
| ziender         | droaid(e)n                   | katst(e)n                    | ma(a)kt(e)n             | durfd(e)n               |
| participe passé | gedroaid                     | gekatst                      | gemakt                  | gedurfd                 |

##### Exceptions
Certains verbes faibles peuvent être fort à Bruges, à l'exception du participe passé.
|                 | maak(e)n (maken, faire) | durv(e)n (durven, oser) |
| --------------- | ----------------------- | ----------------------- |
| ik              | mieëk(e)n               | dieërv(e)n              |
| gie             | mieëk                   | dieërf                  |
| je/zie/'t       | mieëk                   | dieërf                  |
| miender         | mieëk(e)n               | dieërv(e)n              |
| giender         | mieëk                   | dieërf                  |
| ziender         | mieëk(e)n               | dieërv(e)n              |
| participe passé | gemakt                  | gedurfd                 |

#### Verbes irréguliers

##### Présent
|           | èn (hebben, avoir) | zien (zijn, être) | doeën (doen, faire) | weejt(e)n (weten, savoir) | durv(e)n (durven, oser) | kann(en) / kunn(en) (kunnen, pouvoir) | mag(ge)n (mogen, devoir) | moe(t)(e)n (moeten, devoir) | word(e)n (worden, devenir) | brieng(e)n (brengen, apporter) | koop(e)n (kopen, acheter) | wèrk(e)n (werken, travailler) | zoek(e)n (zoeken, chercher) | – (zullen, auxiliaire du futur) |
| --------- | ------------------ | ----------------- | ------------------- | ------------------------- | ----------------------- | ------------------------------------- | ------------------------ | --------------------------- | -------------------------- | ------------------------------ | ------------------------- | ----------------------------- | --------------------------- | ------------------------------- |
| ik        | èn                 | zien              | doeën               | weejt(e)n                 | durv(e)n                | kann(en)                              | mag(ge)n                 | moet(e)n                    | word(e)n                   | brieng(e)n                     | koop(e)n                  | wèrk(e)n                      | zoek(e)n                    | cf. la section sur « zullen ».  |
| gie       | è / èt             | zie(t)            | doeë(t)             | wit                       | durf(t)                 | kan(t)                                | mag(t)                   | moe(t)                      | wor(dt)                    | brieng(t)                      | kop(t)                    | wèrk(t)                       | zoek(t)                     | cf. la section sur « zullen ».  |
| je/zie/'t | eej(t)             | is(t)             | doeë(t)             | wit                       | durf(t)                 | kan(t)                                | mag(t)                   | moe(t)                      | wor(dt)                    | brieng(t)                      | kop(t)                    | wèrk(t)                       | zoek(t)                     | cf. la section sur « zullen ».  |
| miender   | èn                 | zien              | doeën               | weejt(e)n                 | durv(e)n                | kann(en)                              | mag(ge)n                 | moet(e)n                    | word(e)n                   | brieng(e)n                     | koop(e)n                  | wèrk(e)n                      | zoek(e)n                    | cf. la section sur « zullen ».  |
| giender   | è / èt             | zie(t)            | doeë(t)             | wit                       | durf(t)                 | kan(t)                                | mag(t) / meug(t)         | moe(t)                      | wor(dt)                    | brieng(t)                      | kop(t)                    | wèrk(t)                       | zoek(t)                     | cf. la section sur « zullen ».  |
| ziender   | èn                 | zien              | doeën               | weejt(e)n                 | durv(e)n                | kann(en)                              | mag(ge)n                 | moet(e)n                    | word(e)n                   | brieng(e)n                     | koop(e)n                  | wèrk(e)n                      | zoek(e)n                    | cf. la section sur « zullen ».  |

##### Passé
|                 | èn (hebben, avoir) | zien (zijn, être) | doeën (doen, faire) | weejt(e)n (weten, savoir) | durv(e)n (durven, oser) | kann(en) / kunn(en) (kunnen, pouvoir) | mag(ge)n (mogen, devoir) | moe(t)(e)n (moeten, devoir) | word(e)n (worden, devenir) | brieng(e)n (brengen, apporter) | koop(e)n (kopen, acheter) | wèrk(e)n (werken, travailler) | zoek(e)n (zoeken, chercher) | – (zullen, auxiliaire du futur) |
| --------------- | ------------------ | ----------------- | ------------------- | ------------------------- | ----------------------- | ------------------------------------- | ------------------------ | --------------------------- | -------------------------- | ------------------------------ | ------------------------- | ----------------------------- | --------------------------- | ------------------------------- |
| ik              | aan                | woar(e)n / was    | deejn               | wist(e)n                  | dost(e)n                | kost(e)n                              | mocht(e)n                | most(e)n                    | wieër(e)n                  | brocht(e)n                     | kocht(e)n / kopt(e)n      | vrocht(e)n                    | zocht(e)n                   | zoen                            |
| gie             | aa(d)              | woar(t) / was     | deej                | wist                      | dost                    | kost                                  | mocht                    | most                        | wieër                      | brocht                         | kocht / kopte             | vrocht                        | zocht                       | zoe(t)                          |
| je/zie/'t       | aa(d)              | was               | deej                | wist                      | dost                    | kost                                  | mocht                    | most                        | wieër                      | brocht                         | kocht / kopte             | vrocht                        | zocht                       | zoe(t)                          |
| miender         | aan                | woar(e)n          | deejn               | wist(e)n                  | dost(e)n                | kost(e)n                              | mocht(e)n                | most(e)n                    | wieër(e)n                  | brocht(e)n                     | kocht(e)n / kopt(e)n      | vrocht(e)n                    | zocht(e)n                   | zoen                            |
| giender         | aa(d)              | woar(t)           | deej                | wist(e)                   | dost                    | kost                                  | mocht                    | most                        | wieërd                     | brocht                         | kocht / kopte             | vrocht                        | zocht                       | zoe(t)                          |
| ziender         | aan                | woar(e)n          | deejn               | wist(e)n                  | dost(e)n                | kost(e)n                              | mocht(e)n                | most(e)n                    | wieër(e)n                  | brocht(e)n                     | kocht(e)n / kopt(e)n      | vrocht(e)n                    | zocht(e)n                   | zoen                            |
| participe passé | gèd                | gewist            | gedoan              | geweejt(e)n               | gedost                  | gekann(en) / gekunn(en)               | gemag(ge)n               | gemoet(e)n                  | geword(e)n                 | gebrocht                       | gekocht                   | gevrocht                      | gezocht                     | –                               |

##### «Zullen» en brugeois
Ce verbe est utilisé seulement dans le passé. Le verbe utilisé au présent est toujours « goan » (« gaan », « aller »), comme dans l'exemple suivant :
«  't Go noaste weejke weejre reejgen'n. », en néerlandais standard, « Het zal volgende week weer regenen. » (« Il va pleuvoir la semaine prochaine. »).

### Comparaison
| forme normal               | comparatif   | superlatif     | usage commun |
| -------------------------- | ------------ | -------------- | ------------ |
| goeë(d) (goed, bien)       | beetr        | bèst           | –            |
| slicht (slecht, mauvais)   | slichter     | slich(t)st     | –            |
| oge (hoog, haut)           | oger         | oogst          | d'oogte      |
| leeëge (laag, faible)      | leeëger      | leeëgst        | de leeëgte   |
| veejle (veel, beaucoup)    | meeër        | meeëst         | –            |
| winnig (weinig, peu)       | minder       | minst          | –            |
| grôot (groot, grand)       | grotter      | grotst         | de grotte    |
| kleeën (klein, petit)      | klinder      | klinst         | –            |
| vèrre (ver, loin)          | vèrder       | vèrst          | de vèrte     |
| dichte (dichtbij, proche)  | dichter      | dichst / noast | –            |
| zeeëre (vlug, rapidement)  | zirder       | zirst          | –            |
| traage (traag, lent)       | traager(der) | traagst        | –            |
| breeëd (breed, large)      | bridder      | bridst         | de britte    |
| smol (smal, étroit)        | smoll(d)er   | smolst         | de smolte    |
| dinne (dun, mince)         | dinner       | dinst          | –            |
| geiren (graag, volontiers) | liever       | liefst         |              |

### Diminutif
Le diminutif se fait par l'ajout d'un suffixe au mot en singulier. Il peut s'agir de « -je », « jie », « -(s)tje » ou « -(s)tjie ».
Par exemple :
- broek devient broekstj(i)e (pantalon),
- uus devient uuzetj(i)e (maison),
- blad devient bladj(i)e (journal)
- stoeël devient stoeëltj(i)e (chaise),
- stroate devient strètj(i)e (rue),
- pèèrd devient pèrretj(i)e (cheval).

### Adjectifs numéraux

#### Adjectifs numéraux cardinaux
| 1           | 2        | 3               | 4           | 5                     | 6         | 7                 | 8          | 9            | 10        |               |
| ----------- | -------- | --------------- | ----------- | --------------------- | --------- | ----------------- | ---------- | ------------ | --------- | ------------- |
| eeën        | twi      | drieje          | vieëre      | vuuve                 | zèsse     | zeejvn / zeejfden | achte      | neejgn       | tieëne    |               |
| 11          | 12       | 13              | 14          | 15                    | 16        | 17                | 18         | 19           | 20        |               |
| èlve / alve | twolve   | dertieëne       | veeërtieëne | viftieëne / vigtieëne | zèstieëne | zeejvntieëne      | achttieëne | neejgntieëne | twientig  |               |
| 30          | 40       | 50              | 60          | 70                    | 80        | 90                | 100        | 1000         | 1 000 000 | 1 000 000 000 |
| dèrtig      | veeërtig | viftig / vigtig | tsèstig     | tseejvntig            | tachentig | tneejgntig        | oenderd    | duusd        | mieljoeën | mieljèèr      |

#### Adjectifs numéraux ordinaux
| 1er             | 2e       | 3e          | 4e            | 5e                        | 6e    | 7e          | 8e        | 9e          | 10e      |
| --------------- | -------- | ----------- | ------------- | ------------------------- | ----- | ----------- | --------- | ----------- | -------- |
| eeëstn          | twidn    | dèrdn       | vieërdn       | vuufdn                    | zèsdn | zeejvstn    | ach(t)stn | neejgnstn   | tieënstn |
| eeëste          | twidde   | dèrde       | vieërde       | vuufde                    | zèsde | zeejvnste   | ach(t)ste | neejgnste   | tieënste |
| 11e             | 12e      | 13e         | 14e           | 15e                       | …     | 20e         | 30e       | 40e         | …        |
| èlfstn / alfstn | twolfstn | dèrtieënstn | veeërtieënstn | viftieënstn / vigtieënstn | ...   | twientigstn | dèrtigstn | veeërtigstn | …        |
| èlfste / alfste | twolfste | dèrtieënste | veeërtieënste | viftieënste / vigtieënste | ...   | twientigste | dèrtigste | veeërtigste | …        |

### Particularité du «oui» et du «non»
En flamand occidental, le « oui » et le « non » sont systématiquement prononcés en rappelant le sujet de la phrase précédente. Ceci entraîne une modification des mots « ja » et « nee ».
Ainsi, lorsqu'une personne dira « het is mooi » (« c'est beau »), l'interlocuteur de celle-ci pourra répondre « joa't », contraction du « ja » et « het » qui se traduirait en français par « oui » (équivalent à l'anglais, « yes, it is ». De manière similaire, une personne qui demandera « heb je honger ? » (« as-tu faim ? ») pourra se voir répondre « jaa'k » (littéralement, « moi, oui »).
|               | ja                                       | ja                                                                                             | neen                                                 | neen                                                           |                                                                              |                                   |
| ------------- | ---------------------------------------- | ---------------------------------------------------------------------------------------------- | ---------------------------------------------------- | -------------------------------------------------------------- | ---------------------------------------------------------------------------- | --------------------------------- |
| 1e            | jaa'k                                    | ba jaa'k                                                                                       | neeë'k / nin'k                                       | ba neeë'k / ba nin'k                                           | ja 'k en doeën                                                               | ba 'k en doeën                    |
| 2e            | joa j' / joa je                          | ba joa j' / ba joa je                                                                          | nee j(e) / ni j(e)                                   | ba nee j' / ba ni j(e)                                         | ja j'en doeët                                                                | ba j'en doeët                     |
| 3e (masculin) | joa j' / joa je                          | ba joa j' / ba joa je                                                                          | nee j(e) / ni j(e)                                   | ba nee j' / ba ni j(e) / ba nee j' nie                         | ja j'en doeët                                                                | ba j'en doeët                     |
| 3e (féminin)  | joa z'                                   | ba joa z'                                                                                      | neeë z' / nin z'                                     | ba neeë z' / ba nin z'                                         | ja z'en doeët                                                                | ba z'en doeët                     |
| 3e (neutre)   | joa't                                    | ba joa't                                                                                       | neeë't / nin't                                       | ba neeë 't / ba nin 't                                         | ja 't en doeët / ja 't oeët                                                  | ba 't en doeët / ba 't oeët       |
| 1e pluriel    | jaa m(e)                                 | ba jaa m(e)                                                                                    | neeë m(e)                                            | ba neeë m'                                                     | ja m'en doeën                                                                | ba m'en doeën                     |
| 2e pluriel    | joa j' / joa je                          | ba joa je                                                                                      | nee je / ni je                                       | ba nee je / ba ni je                                           | ja j'en doeët                                                                | ba j'en doeët                     |
| 3e pluriel    | joa z' / joan z'                         | ba joa z' / ba joan z'                                                                         | neeë z' / nin z'                                     | ba neeë(n) z' / ba nin z'                                      | ja z'en doeën                                                                | ba z'en doeën                     |
| Usage         | Réponse positive à une question positive | Réponse positive accentuée à une question positive ou réponse positive à une question négative | Réponse négative à une question positive ou négative | Réponse négative accentuée à une question positive et négative | Réponse négative à une phrase affirmative positive ou à une réponse positive | Forme accentuée de celle d'avant. |